# Heniocha vingerhoedti
Heniocha vingerhoedti är en fjärilsart som beskrevs av Thierry Bouyer. Heniocha vingerhoedti ingår i släktet Heniocha och familjen påfågelsspinnare. Inga underarter finns listade i Catalogue of Life.